# André Olivier
André Olivier (Pietermaritzburg, 29 de dezembro de 1989) é um corredor de meia-distância sul-africano.
Oliver ganhou uma medalha de bronze no Campeonato Mundial Júnior de Atletismo de 2008 em Bydgoszcz, na Polônia.